# Grzechotki
Grzechotki (Duits: Rehfeld) is een plaats in het Poolse district  Braniewski, woiwodschap Ermland-Mazurië. De plaats maakt deel uit van de gemeente Braniewo en telt 73 inwoners.